# Natação artística no Campeonato Europeu de Esportes Aquáticos de 2018 - Rotina técnica equipes
A prova da rotina técnica equipes da natação artística no Campeonato Europeu de Esportes Aquáticos de 2018 ocorreu no dia 6 de agosto no Scotstoun Stadium, em Glasgow no Reino Unido. 

## Calendário
| Fase  | Data        | Hora  |
| ----- | ----------- | ----- |
| Final | 6 de agosto | 13:30 |

Todos os horários estão no horário local (UTC+0)

## Medalhistas
| Ouro | Prata | Bronze |
| Rússia · Anastasiia Arkhipovskaya · Anastasia Bayandina · Daria Bayandina · Marina Goliadkina · Mikhaela Kalancha · Veronika Kalinina · Polina Komar · Maria Shurochkina · Darina Valitova (reserva) | Ucrânia · Maryna Aleksiiva · Vladyslava Aleksiiva · Oleksandra Kashuba · Oleksandra Kovalenko · Yana Nariezhna · Anastasiya Savchuk · Alina Shynkarenko · Yelyzaveta Yakhno · Valeriia Aprielieva (reserva) · Veronika Hryshko (reserva) | Itália · Beatrice Callegari · Domiziana Cavanna · Linda Cerruti · Francesca Deidda · Costanza Di Camillo · Costanza Ferro · Gemma Galli · Enrica Piccoli · Alessia Pezone · Federica Sala (reserva) |

## Resultados
Esses foram os resultados da competição. 
| Pos.              | Nacionalidade |         |
| Pos.              | Nacionalidade | Pontos  |
| ----------------- | ------------- | ------- |
| Medalha de ouro   | Rússia        | 94.6000 |
| Medalha de prata  | Ucrânia       | 90.7439 |
| Medalha de bronze | Itália        | 90.3553 |
| 4                 | Espanha       | 89.8716 |
| 5                 | Grécia        | 85.9359 |
| 6                 | França        | 85.1023 |
| 7                 | Bielorrússia  | 83.7633 |
| 8                 | Israel        | 81.1266 |
| 9                 | Reino Unido   | 77.8708 |
| 10                | Áustria       | 77.2775 |
| 11                | Turquia       | 75.1178 |
| —                 | Portugal      |         |